# Giải cứu "Guy"
Giải cứu "Guy" (tựa gốc tiếng Anh: Free Guy)  là một bộ phim hài hành động của Mỹ năm 2021 do Shawn Levy làm đạo diễn và đồng sản xuất, với phần kịch bản do Matt Lieberman và Zak Penn chắp bút. Phim có sự tham gia của Ryan Reynolds, Jodie Comer, Lil Rel Howery, Utkarsh Ambudkar, Joe Keery và Taika Waititi. Tác phẩm kể về câu chuyện của một nhân viên giao dịch ngân hàng phát hiện ra rằng anh ta là một nhân vật không phải người chơi trong một trò chơi trực tuyến nhiều người chơi và hợp tác với một người chơi để tìm bằng chứng cho thấy Giám đốc điều hành của một công ty trò chơi đã đánh cắp mã nguồn trò chơi của người chơi.
Free Guy được công chiếu lần đầu tại phần Piazza Grande của Liên hoan phim Locarno lần thứ 74 ở Thụy Sĩ vào ngày 10 tháng 8 năm 2021. Sau một năm trì hoãn do đại dịch COVID-19, bộ phim đã được phát hành tại các rạp ở Hoa Kỳ vào ngày 13 tháng 8 ở định dạng RealD 3D, IMAX, 4DX và Dolby Cinema do 20th Century Studios thực hiện. Tác phẩm đã thu về 331,5 triệu USD trên toàn thế giới. Bộ phim đã nhận được đánh giá tích cực từ các nhà phê bình cho khái niệm này, so sánh nó với các bộ phim khoa học viễn tưởng và trò chơi điện tử hành động như Ready Player One, The Truman Show, The Matrix, Grand Theft Auto và Fortnite. Phim nhận được đề cử Hiệu ứng hình ảnh xuất sắc nhất tại Lễ trao giải Oscar lần thứ 94. Phần tiếp theo đang được phát triển.

## Nội dung
Guy là một nhân vật không phải người chơi (NPC) trong Free City, một trò chơi điện tử nhập vai trực tuyến nhiều người chơi (MMORPG) được phát triển bởi Soonami Studio. Người chơi của Thành phố Tự do được phân biệt với NPC bởi kính râm họ đeo, và dành thời gian của họ để cướp ngân hàng, đánh nhau và gây ra tình trạng hỗn loạn. Không biết rằng thế giới họ đang sống là một trò chơi điện tử, Guy và các NPC khác hầu như không biết gì về sự hỗn loạn do người chơi gây ra trong khi sống cuộc sống theo kịch bản của họ.
Trong thế giới thực, các nhà phát triển trò chơi Millie Rusk và Walter "Keys" McKey trước đây đã tạo ra một trò chơi khái niệm có tên là Life Itself bằng cách sử dụng một kỹ thuật trí tuệ nhân tạo mới cho các NPC của nó. Hiện đang thất nghiệp, Millie dành thời gian chơi Free City với hy vọng tìm ra bằng chứng xác thực rằng người sáng lập / CEO của Soonami Antwan Hovachelik đã đánh cắp mã nguồn của Life Itself sau khi mua bản quyền trò chơi từ cô ấy. Keys (người hiện đang làm việc cho Soonami) thông cảm, nhưng từ chối giúp đỡ vì NDA của anh ấy .
Guy làm nhân viên giao dịch ngân hàng cùng với người bạn thân nhất của mình, nhân viên bảo vệ Buddy. Sau khi hình đại diện Molotov Girl của Millie thu hút sự chú ý của anh ấy bằng cách hát bài hát yêu thích của mình "Fantasy", anh ấy bắt đầu đi chệch khỏi chương trình của mình, khiến Buddy bị sốc khi vô tình bắn một người chơi đeo mặt nạ đầu lâu cướp ngân hàng và bỏ đi với chiếc kính râm. Bây giờ có thể truy cập chế độ xem của người chơi trong trò chơi, Guy đến thăm các khu vực mới và cuối cùng gặp Millie tại nhà kho của Revenjamin Buttons, nơi lưu giữ bằng chứng về mã nguồn của cô ấy. Nghĩ rằng Guy là một người chơi mới , cô ấy khuyên anh ta nên tăng cấp sau khi nỗ lực đột nhập đầu tiên của họ không thành công. Guy nhanh chóng tiến bộ trong trò chơi bằng cách hoàn thành tốt các nhiệm vụ, nổi bật so với những người chơi khác và trở thành một cơn sốt trên toàn thế giới được biết đến với cái tên "Chàng trai áo xanh".
Keys và đồng nghiệp của anh ta Mouser, tin rằng Guy là một hacker cải trang thành NPC, đã cố gắng cấm anh ta tham gia trò chơi không thành công. Cuối cùng, Keys nhận ra rằng Guy thực sự là một NPC. Trong quá trình phát triển Life Itself, Keys, quá ngại ngùng khi hỏi Millie, thay vào đó đã mã hóa những gì anh biết về sở thích của cô ấy thành một thói quen AI trong trò chơi, cuối cùng được đưa vào Free City; điều này giải thích tại sao Guy cảm thấy bị thu hút bởi Cô gái Molotov. Các NPC khác mà Guy tương tác cũng bắt đầu phát triển nhận thức về bản thân. Được Keys thông báo, Millie nói cho Guy biết sự thật về hoàn cảnh của mình, nhưng anh ta trở nên thất vọng và cắt đứt liên lạc, cho đến khi anh ta nói chuyện với Buddy. Guy nhận ra rằng có điều gì đó khác với thực tế của họ khi Buddy giúp Guy lấy các cảnh quay cụ thể từ Revenjamin Buttons.
Sự nổi tiếng của Anh chàng áo xanh đe dọa kế hoạch của Antwan để ra mắt phần tiếp theo, Free City 2, vì vậy anh ta ra lệnh khởi động lại máy chủ để tạm thời khôi phục ký ức của Anh chàng. Millie khôi phục lại sự tin tưởng của mình bằng cách hôn anh ta, và anh ta có thể nhớ lại vị trí của một hòn đảo chứa những tàn tích của mã nguồn Life Itself. Họ tìm đường đến hòn đảo trước khi phần tiếp theo ra mắt và xóa sạch tất cả nội dung cũ khỏi máy chủ.
Antwan khai hỏa Keys, khởi động tất cả người chơi và gửi Dude, một phiên bản chưa hoàn thiện của Guy được phát triển cho Free City 2, vào trò chơi. Ban đầu bị choáng ngợp, Guy đặt kính râm của mình cho Dude, khiến anh ta mất tập trung và cho phép Guy đến được hòn đảo. Trong nỗ lực cuối cùng để ngăn chặn Guy, Antwan bắt đầu đập các máy chủ bằng một chiếc rìu lửa, xóa sạch Buddy cùng với phần lớn thế giới trò chơi trong khi bắn Mouser. Trước khi anh ta có thể phá hủy máy chủ cuối cùng, Millie đưa ra một thỏa thuận từ bỏ vụ kiện của cô ấy, trao cho anh ta quyền đối với mã của cô ấy và chuyển lợi nhuận từ nhượng quyền Free City cho anh ta để đổi lấy máy chủ cuối cùng.
Một thời gian sau, doanh số cho Free City 2 đã sụt giảm do chơi bị lag và lỗi trong mã. Antwan bị lôi kéo khi khẳng định mình là "nạn nhân" của báo chí. Keys, Mouser và Millie phát hành trò chơi indie Free Life bằng cách sử dụng mã đã khôi phục của họ bao gồm Guy, Dude và các NPC khác. Trong Free Life, Guy tiết lộ với Millie rằng mật mã của anh thực chất là một bức thư tình gửi cho cô từ Keys. Millie rời trò chơi và cô ấy và Keys hôn nhau.
Guy đoàn tụ với Buddy và họ bắt đầu làm bất cứ điều gì họ muốn.

## Diễn viên
- Ryan Reynolds trong vai Guy / Blue Shirt Guy, một nhân viên giao dịch ngân hàng và nhân vật không phải người chơi (NPC) trong Free City, người ban đầu không biết rằng mình là một nhân vật trò chơi điện tử.
  - Reynolds cũng cung cấp khả năng ghi lại chuyển động khuôn mặt và giọng nói chưa được công nhận cho Dude, một phiên bản cơ bắp chưa hoàn chỉnh của Guy được làm cho Free City 2. Dude được thể hiện bởi vận động viên thể hình Aaron W. Reed.
- Jodie Comer trong vai Millie, một người chơi đang tìm kiếm mã nguồn cho trò chơi gốc Life Itself, mà cô ấy đã đồng phát triển với Keys, bên trong trò chơi. Trong Free City, thế thân của cô là Cô gái Molotov.
- Joe Keery trong vai Keys, một nhân viên của Soonami Studio và một sinh viên tốt nghiệp MIT, người đã đồng phát triển Life Itself với Millie. Trong Free City, thế thân của anh ta được mô tả là "cảnh sát thoát y bẩn thỉu".
- Lil Rel Howery trong vai Buddy, một nhân viên bảo vệ ngân hàng Free City và bạn thân nhất của Guy.
- Utkarsh Ambudkar trong vai Mouser, đồng nghiệp của Keys tại Soonami Studio. Trong Free City, thế thân của anh ấy là một sĩ quan cảnh sát trong bộ đồ thỏ.
- Taika Waititi trong vai Antwan, người sáng lập tàn nhẫn và tự ái, đồng thời là giám đốc điều hành và nhà phát triển chính của Soonami Studio, người đã đánh cắp dữ liệu nguồn của Life Itself để tạo ra Free City.
- Channing Tatum trong vai Revenjamin Buttons, một thế thân trong Free City, người sở hữu một ngôi nhà cất giấu mà Guy và Molotov Girl cố gắng đột nhập để lấy dữ liệu buộc tội liên quan đến Life Itself.
  - Matty Cardarople trong vai Keith, một game thủ 22 tuổi chơi Free City với vai Revenjamin Buttons.

Các NPC định kỳ trong Free Guy bao gồm Britne Oldford trong vai Missy, một nhân viên pha chế; Camille Kostek trong vai vỏ bom ban đầu được liên kết với tên cướp ngân hàng số 3; Mark Lainer trong vai một con tin ngân hàng luôn trở tay; Mike Devine trong vai Sĩ quan Johnny, một cảnh sát; Sophie Levy trong vai một người mơ mộng ở thành phố lớn; Vernon Scott trong vai giám đốc ngân hàng mà Guy và Buddy làm việc; Naheem Garcia trong vai Joe, một chủ cửa hàng tiện lợi có cửa hàng luôn bị cướp bởi người chơi; Anabel Graetz trong vai Phyllis, một cô mèoai cần giúp tìm mèo của cô ấy; Ric Plamenco trong vai một người bán kem; Kenneth Israel với tư cách là một doanh nhân; Michael Malvesti trong vai một người bán báo dạo; Michael Tow trong vai một người đàn ông có câu nói "trông như mưa"; Colin Allen trong vai nhân viên cửa hàng giày; và Bob Gilliam với tư cách là người đưa tin.
Nhân viên của Soonami Studios bao gồm Jonathan De Azevedo trong vai Jonathan, trợ lý riêng của Antwan; Destiny Claymore là một người mê nghệ thuật tại Soonami Studio, người giúp phát triển Dude; và Jose Guns Alves trong vai nhân viên bảo vệ của Soonami Studios.
Phim có sự xuất hiện của các game thủ và người phát sóng Jacksepticeye, Ninja, Pokimane, DanTDM và LazarBeam, những người trong phim đưa ra bình luận về Guy trên các kênh YouTube và Twitch tương ứng từ góc nhìn của riêng họ.
Diễn viên Chris Evans và người dẫn chương trình Good Morning America Lara Spencer xuất hiện với tư cách khách mời. Người dẫn chương trình Jeopardy! Alex Trebek xuất hiện dưới vai trò khách mời trong vai diễn điện ảnh cuối cùng của ông trước thời điểm ông qua đời vào ngày 8 tháng 11 năm 2020.
Các vai khách mời lồng tiếng khác trong phim bao gồm Tina Fey trong vai mẹ của Keith (do Regina Taufen thủ vai ), người đang hút bụi ở hậu cảnh, Hugh Jackman trong vai người đại diện đeo mặt nạ trong một con hẻm (do Patrick Vincent Curran thể hiện), người Molotov Girl có được vị trí từ nhà cất giấu của Revenjamin Buttons, Dwayne Johnson trong vai tên cướp ngân hàng số 2 (do Owen Burke thể hiện), người mà Guy vô tình bắn khi cố gắng lấy lại kính râm của anh ta, và John Krasinski trong vai một game thủ phản chiếu (do Rosario Corso thể hiện), người nhận xét về Guy và NPC.

## Sản xuất
Free Guy bắt đầu giai đoạn ghi hình vào tháng 5/2019, chủ yếu tại thành phố Boston. Ngoài ra cũng có một số phân đoạn được quay tại các địa điểm khác như Worcester, Weymouth và Framingham (bang Massachusetts).

## Phát hành
Ban đầu phim đã được dự kiến ra rạp vào ngày 3/7/2020 nhưng sau đó bị hoãn tới 11/12 cùng năm, do ảnh hưởng của dịch Covid-19. Tới tháng 12, phim tiếp tục bị lùi tới 21/5 sang năm.
Hiện phim đã được trình chiếu vào ngày 13/8/2021.